# Wilfredo Mendez
Wilfredo Mendez est un boxeur portoricain né le 10 novembre 1996 à Caguas.

## Carrière
Passé professionnel en 2016, il devient champion du monde des poids pailles WBO le 24 août 2019 en battant aux points Vic Saludar. Mendez conserve son titre le 26 octobre 2019 après sa victoire au 7e round contre Axel Aragon Vega et le 8 février 2020 par arrêt de l'arbitre au 9e round contre Gabriel Mendoza. Il est en revanche battu par le boxeur Japonais Masataka Taniguchi au 9e round le 14 décembre 2021.

## Référence
1. ↑  (en) Victorio Saludar vs. Wilfredo Mendez (boxrec.com)